# Petrolike
Petrolike is een Mexicaanse wielerploeg die is opgericht in 2022 en sinds 2023 actief is in de continentale circuits van de UCI.

## Bekende (ex-)renners
- Hernando Bohórquez (2023)
- Juan Pablo Suárez (2023)
- José Ramón Muñiz (2023-2024)
- Bernardo Suaza (2023-2024)
- Hernán Aguirre (2023-heden)
- Diego Andrés Camargo (2024)
- Nelson Soto (2024)
- Jonathan Caicedo (2024-heden)
- Omar Mendoza (2024-heden)
- Andrij Ponomar (2025-heden)

## Overwinningen
2024
1e etappe Ronde van Táchira: Nelson Soto
4e Ronde van Táchira 4e etappe: Jonathan Caicedo
Eindklassement Ronde van Táchira: Jonathan Caicedo
2e etappe Vuelta Bantrab: Jonathan Caicedo
4e etappe Vuelta Bantrab: Jonathan Caicedo
Eindklassement Vuelta Bantrab: Jonathan Caicedo
6e etappe Ronde van Colombia: Cristian Rico
3e etappe Sibiu Cycling Tour: Jonathan Caicedo
6e etappe Giro della Regione Friuli Venezia Giulia: Cesar Macias
2025
3e etappe Ronde van de Abruzzen: Edison Alejandro Callejas
1e etappe Ronde van Opper-Oostenrijk: Lorenzo Galimberti
3e etappe Ronde van Opper-Oostenrijk: Edgar Cadena
Eindklassement Ronde van Opper-Oostenrijk: Edgar Cadena
Puntenklassement Ronde van Opper-Oostenrijk: Edgar Cadena
Ploegenklassement Ronde van Opper-Oostenrijk: (Cadena, Caicedo, D'Aiuto, Galimberti, Garcia, Ponomar)
5e etappe Ronde van Qinghai: Carlos García
7e etappe Ronde van Portugal: Jonathan Caicedo

### Nationale kampioenschappen
2023
 Mexicaans kampioen tijdrijden, beloften: José Muñiz
2024
 Mexicaans kampioen op de weg, elite: Edgar Cadena
2025
 Ecuadoriaans kampioen tijdrijden, beloften: Kevin Navas